# David-Laserscanner
Der David-Laserscanner ist ein Softwarepaket, mit dessen Hilfe sich ohne spezielle Hardware Laserscanning betreiben lässt, also dreidimensionale Modelle von Objekten erfasst werden können. Außer der Software und einem Windows-PC werden lediglich ein Linienlaser und eine Webcam benötigt.

## Funktion
Vor dem eigentlichen Scanvorgang ist eine Kalibrierung erforderlich. Dazu bringt man ausgedruckte Messpunkte auf zwei rechtwinklig zueinander stehenden Platten auf, die dann von der Webcam erfasst werden. Durch die bekannte Lage der Messpunkte im Raum gewinnt man so eine bijektive Funktion zwischen den Pixelkoordinaten der Kamera und 3D-Punkten auf der Oberfläche des Kalibrierungsobjektes. Außerdem wird das Programm auf die Lichtverhältnisse eingestellt.
Beim eigentlichen Scanvorgang wird das aufzunehmende Objekt zwischen die beiden Kalibrierungsflächen gestellt und frei Hand mit der Laserlinie abgetastet. Dabei wird die Linie durch die Kamera erfasst, und zwar gleichzeitig auf beiden Kalibrierflächen und auf dem gescannten Objekt. Mithilfe der zuvor gewonnenen Funktion kann nun für jedes Einzelbild die Lage des Lasers im Raum bestimmt werden und damit auch die Lage der vom Laser beleuchteten Punkte auf der Oberfläche des gescannten Objektes.
Die 3D-Daten werden unmittelbar auf dem Monitor angezeigt. Die Abtastung kann so lange fortgesetzt werden, bis die Dichte der gewonnenen Daten zufriedenstellend ist. Das erzeugte 3D-Modell kann in verschiedene Dateiformate exportiert und mit beliebigen CAD- und 3D-Programmen weiterverarbeitet werden.

## Entwicklung
Die Entwicklung des David-Laserscanners begann im September 2006 durch Simon Winkelbach und Sven Molkenstruck, wissenschaftliche Mitarbeiter am Institut für Robotik und Prozessinformatik an der TU Braunschweig. Das Konzept wurde als wissenschaftliche Veröffentlichung publiziert und gewann im September 2006 den DAGM-Hauptpreis der Deutschen Arbeitsgemeinschaft für Mustererkennung.